# Ивашево (Кирилловский район)
Ивашево — деревня в Кирилловском районе Вологодской области.
Входит в состав Талицкого сельского поселения, с точки зрения административно-территориального деления — в Колкачский сельсовет.
Расстояние до районного центра Кириллова по автодороге — 51 км, до центра муниципального образования Талиц по прямой — 8 км. Ближайшие населённые пункты — Лучкино, Кукманино, Федорково.
По переписи 2002 года население — 4 человека.